# فهد (نفربر)
فَهْد یا الفهد (به معنی پلنگ) نفربر زره‌پوش ۸ چرخهٔ عربستانی و نخستین خودرو زره‌پوشی است که در عربستان طراحی و تولید شده‌است. تولید این نفربر از سال ۱۹۹۸ توسط شرکت صنایع سنگین عبدالله الفارس آغاز شد. این خودرو در دو مدل اصلی نفربر یا خودرو جنگی پیاده‌نظام و خودرو زرهی جنگی و شناسایی تولید شده‌است. فهد مورد استفادهٔ ارتش عربستان است و به کشورهای پاکستان و کویت نیز صادر شده‌است.

## تحرک
یک موتور دیزلی ۱۰ سیلندر ساخت شرکت آلمانی دویتز آگ که در قسمت جلوی نفربر قرار گرفته، نیروی محرکهٔ فهد را تأمین می‌کند. در مدل جنگی و شناسایی یک موتور ۱۲ سیلندر به قدرت ۵۵۰ اسب بخار نصب شده‌است. ظرفیت سوخت این خودرو ۵۰۰ لیتر است و برد عملیاتی آن به ۶۰۰ کیلومتر می‌رسد. سیستم انتقال قدرت خودرو نیز از جعبه دنده 6WG-200 ساخت شرکت آلمانی زد اف فریدریش‌هافن تشکیل می‌شود.
وزن خالی مدل پایهٔ فهد ۱۶.۳ تن و حداکثر سرعت آن در جاده ۹۰ کیلومتر بر ساعت است. فهد توانایی عبور از موانعی به ارتفاع ۶۰ سانتیمتر و خندق‌هایی به عمق ۲ تا ۲.۵ متر، حرکت در شیب عمودی ۸۰ درجه و شیب کناری ۵۵ درجه را دارد. فهد ظرفیت حمل ۱۱ سرباز کاملاً مسلح دارد که ورود و خروج آنها از در عقبی صورت می‌پذیرد. راننده تنها خدمه خودرو است و فرمانده در قسمت سربازان قرار می‌گیرد. 
عجیب‌ترین ویژگی فهد سیستم تعلیق تنظیم‌پذیر و طبقه‌ای آن است. این سیستم تعلیق هیدروپنوماتیک برای عملکرد مناسب در خارج از جاده طراحی شده و به خودرو اجازهٔ پایین آوردن و بالا بردن بدنهٔ خود را داشته باشد. به این شیوه فهد می‌تواند هنگام عبور از موانع فاصله خود را از زمین بیشتر کرده و هنگام کمین کردن زانو بزند تا نیمرخ کوتاهتری داشته باشد. این موجب شده تا الفهد از بیشتر نفربرهای چرخ‌دار دیگر در خارج از جاده بهتر عمل کند. سیستم حرکت بر روی آب نیز انتخابی است و در صورت نصب این سیستم خودرو بدون آماده‌سازی توانایی عبور از موانع آبی را با حداکثر سرعت ۱۰ تا ۱۲ کیلومتر بر ساعت خواهد داشت.

## سلاح
این نفربر به صورت پیش‌فرض به هیچ سلاحی مسلح نیست اما امکان نصب برجک‌های مختلفی با توپ مسلسل حداکثر کالیبر ۴۰ م‌م (در مدل شناسایی توپ کم‌فشار حداکثر ۱۰۵ م‌م) میسر است. دریچه‌های شلیک برای سربازان هم به صورت انتخابی قابل نصب است. 

## حفاظت
بدنهٔ فهد با صفحات فولادی تقویت‌شده با کِولار محافظت می‌شود که در قسمت جلو در مقابل گلوله‌های ۱۴.۵ م‌م از فاصله ۳۰۰ متری و در قسمت‌های کناری و عقب در مقابل گلوله‌های ۷.۶۲ م‌م از هر فاصله‌ای مقاوم است. سیستم محافظت ش‌م‌ه و تهویه هوا به صورت استاندارد نصب شده و سیستم اطفای حریق خودکار نیز از تجهیزات انتخابی است.

## کاربران
- عربستان سعودی
- پاکستان - ۱۴۰ دستگاه از مدل خودرو جنگی پیاده‌نظام
- کویت